# Бедное (озеро)
Бедное — пресноводное озеро на территории Амбарнского сельского поселения Лоухского района Республики Карелии.

## Общие сведения
Площадь озера — 1,1 км². Располагается на высоте 85,9 метров над уровнем моря.
Форма озера продолговатая: оно более чем на три километра вытянуто с запада на восток. Берега преимущественно каменисто-песчаные.
Через озеро течёт безымянный водоток вытекающий из озера Ряпукс и впадающий в озеро Нижнее Вехкозеро. Через последнее течёт река Домашняя, впадающая в Лоухское озеро, из которого берёт начало река Луокса, приток реки Керети, впадающей, в свою очередь, в Белое море.
Код объекта в государственном водном реестре — 02020000711102000002620.